# Lenore Volz

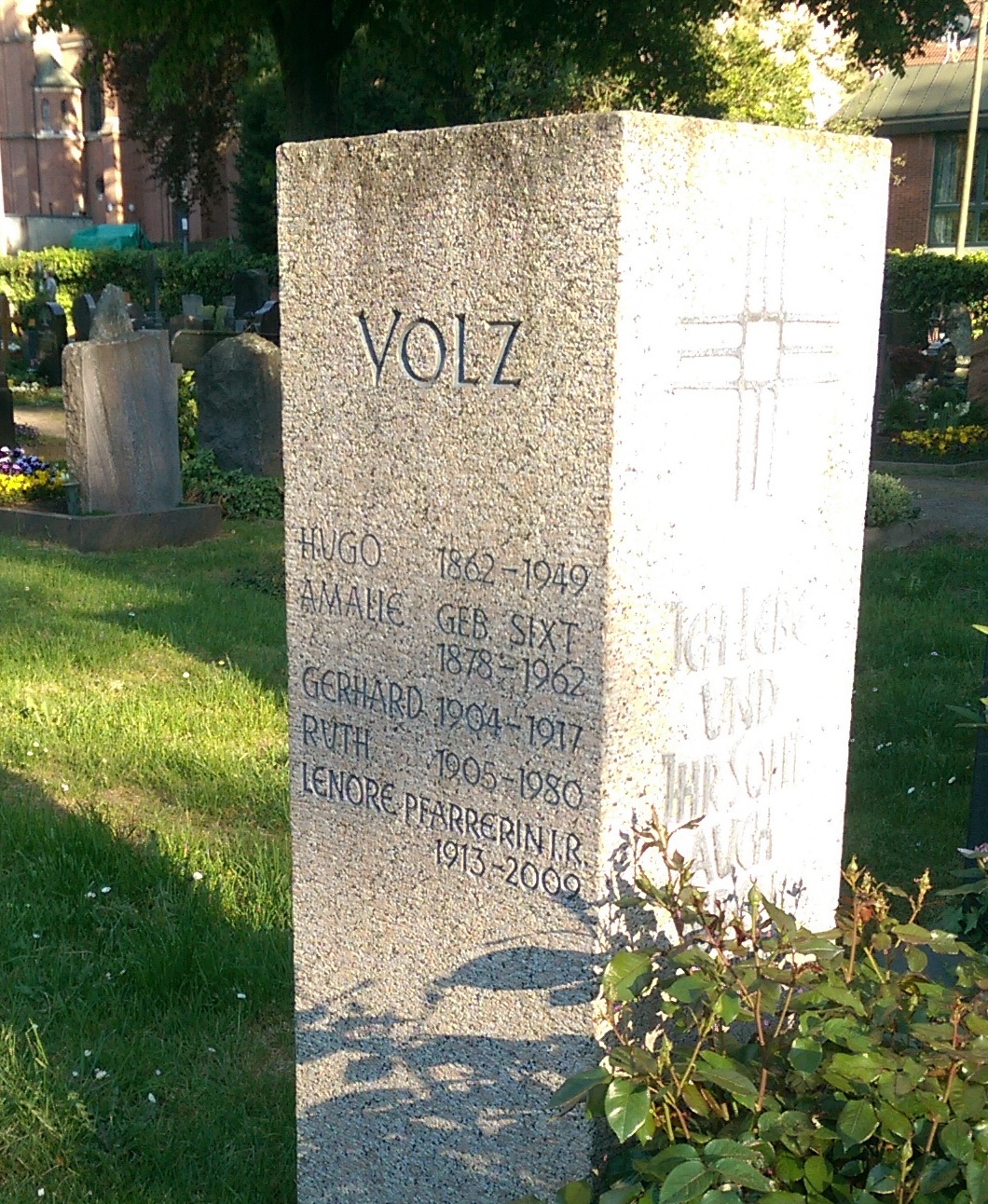
Grabstein Lenore Volz

Lenore Volz (* 16. März 1913 in Waiblingen; † 26. September 2009 in Stuttgart) war eine deutsche evangelische Theologin und eine der ersten Frauen, die in Württemberg als Pfarrerin tätig waren. Sie war Vorsitzende des Theologinnenkonvents in der Evangelischen Landeskirche in Württemberg.

## Leben
Lenore wurde als jüngstes von drei Kindern geboren. Ihr Vater Hugo Volz war Finanzbeamter, ihre Mutter Amalie Volz, geb. Sixt, war die Begründerin der evangelischen Mütterschule in Württemberg.
Lenore besuchte zunächst die Mädchenschule in Esslingen, anschließend das Königin-Katharina-Stift in Stuttgart. Zur Vorbereitung auf ihr Studium lernte sie Latein, Griechisch und Hebräisch. In Tübingen, wo sie sich 1933 einschrieb, war sie eine von zwölf Frauen, die dort Evangelische Theologie studierten. 1934 übernahm Lenore Volz die Leitung der Deutschen Christlichen Studentinnenbewegung (DCSB). 1935 ging sie für ein Jahr nach Greifswald, 1939 schloss sie ihr Studium erfolgreich in Tübingen ab.
Erst 1940, als vermehrt Pfarrer in den Kriegsdienst eingezogen wurden, erhielt Lenore eine Anstellung als Hilfskraft im Dekanat Bad Cannstatt. Predigten waren ihr als Frau aber erst ab 1942 – kriegsbedingt – erlaubt. Taufen, Trauungen, Beerdigungen und Abendmahlsfeiern durften weiterhin nur Männer vornehmen.
Lenore Volz wurde 1965 als Nachfolgerin von Else Breuning Vorsitzende des Theologinnenkonvents in der evangelischen Landeskirche in Württemberg. In dieser Funktion kämpfte sie für die Zulassung der Frauen zum Predigtamt und für die Gleichberechtigung der Frauen mit ihren männlichen Kollegen in der württembergischen Landeskirche. 1967 brachte sie eine Schrift heraus mit dem Titel Frauen auf die Kanzel? Eine brennende Frage unserer Kirche. Ihr Kampf war erfolgreich: Das württembergische „Theologinnengesetz“ von 1968 erlaubte den Frauen eine fast gleichberechtigte Tätigkeit als Pfarrerin.
Lenore Volz übernahm 1970 die Krankenhauspfarrstelle in Bad Cannstatt, wo sie den ehrenamtlichen Besuchsdienst ausbaute.
1994 schrieb sie ihre Autobiografie Talar nicht vorgesehen.
Lenore Volz wurde nach ihrem Tode 2009 auf dem Uff-Kirchhof in Bad Cannstatt beerdigt.

## Ehrungen
Am 1. Januar 2019 wurde in Stuttgart-Bad Cannstatt die Lenore-Volz Gemeinde gegründet, ein Zusammenschluss der früheren Bad Cannstatter Kirchengemeinden Wichern, Sommerrain, Andreä und Stephanus.
Im Stuttgarter Stadtteil Veielbrunnen ist eine Straße nach ihr benannt worden.

## Werke
- Lenore Volz: Korrespondenz mit Dekan Georg Pfäfflin zur Theologinnenfrage. In: Dorothea Besch (Bearb.): D 86 - Nachlass Lenore Volz 1880-2009. Archiv und Zentralbibliothek der Evangelischen Landeskirche in Württemberg: 89 Bestellnummer: 56 1940-1949, 1954, 1962, Dekanat Bad Cannstatt. Stuttgart, 2018. Vgl. Georg Pfäfflin.
- Lenore Volz (Hrsg.): Frauen auf der Kanzel?: Eine brennende Frage unserer Kirche, Stuttgart 1967.
- Lenore Volz: Talar nicht vorgesehen. Pfarrerin der ersten Stunde, Stuttgart 1994, ISBN 978-3-7918-1940-2.